# Ахатова Альбіна Хамітівна
Альбіна Хамітівна Ахатова (рос. Альбина Хамитовна Ахатова, тат. Альбина Хәмит кызы Ахатова, 13 листопада 1976) — російська біатлоністка, олімпійська чемпіонка.
Золоту олімпійську медаль і звання олімпійської чемпіонки Ахатова виборола на Туринській олімпіаді в естафетній гонці разом із подругами з російської збірної. На тій же олімпіаді вона здобула дві бронзові нагороди: в гонці переслідування на 10 км та індивідуальній гонці на 15 км, яку вона завершила з четвертим результатом, але отримала медаль після дискваліфікації Ольги Пильової в зв'язку з позитивною пробою на допінг.
У Нагано та в Солт-Лейк-Сіті Ахатова в складі естафетної команди здобувала срібло та бронзу, відповідно. Крім олімпійських здобутків, в доробку Ахатової три золоті, чотири срібні та дві бронзові медалі чемпіонатів світу. В Кубку світу найуспішнішим для Ахатової був сезон 2002/2003, який вона завершила другою у загальному заліку.
В січні 2009 року Ахатова була дискваліфікована на два роки разом із Катериною Юр'євою та Дмитром Ярошенком у зв'язку з позитивною пробою на ЕПО.

## Статистика
У таблиці наведено статистику виступів біатлоніста в Кубку світу.
- Місця 1–3: кількість подіумів
- Чільна 10: кількість фінішів у першій десятці
- В очках: кількість виступів, на яких біатлоніст здобував очки
- Старти: кількість стартів

| Місця                                               | Індивід. | Спринт | Персьют | Мас-старт | Естафета | Разом |
| --------------------------------------------------- | -------- | ------ | ------- | --------- | -------- | ----- |
| 1                                                   |          |        |         | 2         | 12       | 14    |
| 2                                                   | 3        | 4      | 1       |           | 11       | 19    |
| 3                                                   | 2        | 3      | 5       |           | 5        | 15    |
| Чільна 10                                           | 16       | 24     | 27      | 7         | 31       | 105   |
| В очках                                             | 24       | 56     | 49      | 18        | 31       | 178   |
| Стартів                                             | 28       | 69     | 56      | 19        | 31       | 203   |
| Станом на: кінець сезону 2007/2008, 17 березня 2008 |          |        |         |           |          |       |